# Petrosia australis
Petrosia australis är en svampdjursart som beskrevs av Patricia R. Bergquist och Warne 1980. Petrosia australis ingår i släktet Petrosia och familjen Petrosiidae. Inga underarter finns listade i Catalogue of Life.